# Glorioso (1740)
El Glorioso fue un navío de línea de dos puentes y 70 cañones, perteneciente a la serie Invencible, asignado en 1740 a la Armada Española. Según los estándares británicos, el buque quedaba categorizado como de tercera clase y 70 cañones nominales. Como todos los buques de la Armada española de nombre no religioso, estaba bajo la advocación de un santo, en este caso San Ignacio de Loyola.

## Datos de su construcción
El barco fue encargado en enero de 1738, aunque ya existía una orden del 5 de agosto de 1737 que ordenaba la construcción de dos bajeles por año en La Habana, por el ministro de Marina, Zenón de Somodevilla y Bengoechea, Marqués de la Ensenada.
El buque entró en servicio en el otoño de 1740, al retrasarse las obras como consecuencia de la actividad bélica británica en la zona, dentro del marco de la Guerra del Asiento. Correspondió su diseño a Ciprián Autrán y las obras corrieron a cargo del constructor Pedro de Acosta.

## Historial
El 12 de abril de 1741 se hace con el mando del buque el capitán de navío Pedro Mesía de la Cerda, quien retendrá el cargo hasta la captura del mismo por la Royal Navy en 1747. El 10 de noviembre de 1744 zarpó desde La Habana junto el buque Castilla con diversa mercancía y monedas. El convoy arribó a La Coruña el 5 de enero de 1745 con más de 8 millones en pesos en diversas monedas, descargando así mismo fardos de tabaco, entre otras vituallas.
A partir de aquí el buque libra sucesivamente una serie de cinco combates navales, denominados como la Carrera del Glorioso, entre junio y octubre de 1747, en el marco de la guerra del Asiento y de la guerra de Sucesión Austriaca, contra varios escuadrones de navíos y fragatas británicos que trataban de capturarlo en el océano Atlántico, resultando todos ellos saldados con victoria del bando español, salvo el último que concluyó con la captura del Glorioso el 19 de octubre de 1747.
De todos estos combates lo más reseñables, aparte del final, fue el combate que tuvo su inicio en la tarde del 25 de julio de 1747 cuando el Glorioso se topó a la altura de la Isla de Flores (archipiélago de las Azores) con un convoy británico liderado por el navío HMS Warwick, de 80 cañones, más una fragata de 50 y un paquebote de 20. El combate se resolvió al alba del día siguiente, quedando la fragata británica inutilizada pese a su superior velocidad y el HMS Warwick parcialmente desarbolado, pudiendo el Glorioso zafarse de sus atacantes. Igualmente el 14 de agosto, frente al Cabo Finisterre tuvo un avistamiento con el veterano navío HMS Oxford, de 60 cañones, y dos fragatas pertenecientes a la escuadra mandada por el almirante John Byng, que hacía un trayecto frente a la costa portuguesa. En esta ocasión, el Glorioso pudo refugiarse en el pequeño puerto de Corcurbión, con graves daños, aunque con el cargamento intacto.
Sin embargo, un nuevo contratiempo aconteció poco después, cuando tras zarpar de Corburbión y con la intención de ir a Ferrol, decidió su capitán dirigirse a Cádiz, pues las reparaciones efectuadas al buque eran provisionales y algunas hechas con medios de fortuna. A la altura del Cabo San Vicente volvió otra vez a encontrarse con la escuadra de Byng, siendo atacado por dos fragatas británicas que resultaron destruidas por los disparos del Glorioso. Tras eludir a otros diez bajeles que iban tras él, le alcanzó el navío HMS Yarmouth [sic], de 60 cañones, que intentó cañonearle con poco acierto, resultando totalmente destruido el 8 de octubre por una explosión interna producto del combate. Esta refriega tuvo la consecuencia de disminuir la marcha del Glorioso, con lo que le alcanzaron el HMS Russel, de 92 cañones, y dos fratas de 40 cañones cada una. Ante la falta total de munición y a punto de irse a pique, el Glorioso hubo de rendirse al alba del 19 de octubre de 1747. En esta sucesión de combates había sufrido 38 muertos y 174 heridos. Por estas acciones se ascendió a su capitán, Pedro Mesía de la Cerda, al grado de Jefe de Escuadra.
El Glorioso no pudo dar gran servicio a la Royal Navy, pues permaneció atracado en Lisboa siete meses, rechazando los británicos una suculenta oferta de compra realizada por el rey de Portugal y arribando a Spithead el 5 de mayojul./ 16 de mayo de 1748greg. tras lo cual permaneció casi un año en el puerto de Portsmouth. Finalmente, fue vendido en subasta el 13 de abriljul./ 24 de abril de 1749greg. al precio de 12 000 libras, presumiblemente por conveniencia tras firmarse el tratado de paz con España. La gesta del Glorioso fue tal, que la Armada española decidió asignarle el mismo nombre a un navío de nueva construcción, botado en 1755.